# Dasylophus superciliosus
El malcoha crestirrojo o malcoha moñuda (Dasylophus superciliosus) es una especie de ave cuculiforme de la familia Cuculidae endémica de las selvas tropicales de Filipinas.